# Kuhlanapo
Kulanapo (Kuhlanapo) /od kuhla =žuti ljiljan Nymphaea polysepala i napo =village; odnosno “Water-lily village” ili “Water-lily people”/, jedna od glavnih skupina Kulanapan Indijanaca koji su nekada živjeli u dolini Big Valleya na južnoj obali jezera Clear Lake, okrug Lake, Kalifornija. Ovaj kraj prostire se između Adobe Creeka (Xalebimbidame) do današnjeg Lakeporta. Njihovi susjedi na istoku bijahu im saveznici Khabenapo ili Habenapo (Habénapo). Glavno naselje bilo im je Chuwish-bidame a ostala Boomli, Kashiadon i Xadabutun. Po njima porodica Kulanapan dobiva ime. 

## Vanjske poveznice
- Hodge